# Stroești
Stroești è un comune della Romania di 3 080 abitanti, ubicato nel distretto di Vâlcea, nella regione storica dell'Oltenia.